# FIRGEM
FIRGEM es el nombre que recibe una línea de quimioterapia indicada para el tratamiento del cáncer de páncreas avanzado o metastásico.

## Composición
FIRGEM es una combinación quimioterápica de varios fármacos antineoplásicos:
- FIR (FOLFIRI): corresponde a los fármacos que componen la línea FOLFIRI, estos son, leucovorina, fluorouracilo e irinotecán.
- GEM (gemcitabina): análogo de nucleósidos, que induce la apoptosis o muerte celular (en especial, la de las células cancerosas).

## Indicaciones terapéuticas
FIRGEM está indicado actualmente como tratamiento de segunda línea del cáncer de páncreas avanzado o metastásico, cuando el tratamiento de primera línea, como puede ser FOLFIRINOX o Abraxane, haya fracasado o bien no pueda ser tolerado por el paciente.

## Administración
La estrategia terapéutica de FIRGEM consiste en alternar el régimen FOLFIRI (específicamente la variante 3) con dosis de gemcitabina. De esta manera, cada dos meses, el paciente recibe cuatro ciclos de FOLFIRI seguidos de dos ciclos de tres inyecciones de gemcitabina.

## Efectos secundarios
FIRGEM presenta efectos secundarios como cualquier otro tratamiento de quimioterapia, que en general suelen ser transitorios y desaparecen paulatinamente una vez finalizado el tratamiento.
Los efectos secundarios y la toxicidad pueden ser prevenidos y tratados con medicamentos adyuvantes, como pueden ser los corticoides o los antieméticos.
Los efectos adversos de FIRGEM se corresponden a los propios de cada uno de los fármacos que componen la terapia (irinotecán, fluorouracilo y gemcitabina) y que generalmente son:
- Neutropenia
- Anemia
- Petequia
- Astenia
- Disnea
- Hipersalivación
- Náuseas y vómitos
- Diarrea
- Mucositis y úlceras orales
- Debilitamiento del cabello o alopecia
- Pérdida del apetito
- Reacciones alérgicas en la piel
- Neuropatía periférica
- Alteraciones visuales
- Dolor muscular y cefaleas

No todos los efectos se presentan al mismo tiempo ni se dan todos en su totalidad, dependiendo así de las dosis de los fármacos, de la frecuencia de administración y del estado de salud general de cada paciente.

## Resultados clínicos
Como segunda línea de tratamiento del cáncer pancreático, FIRGEM ha demostrado ser más efectivo en términos de supervivencia que la gemcitabina en monoterapia (11 meses frente a los 8 de la gemcitabina).
Otra ventaja que presenta FIRGEM es su menor toxicidad frente a la gemcitabina y otras líneas como FOLFIRINOX.